# Peter Hebblethwaite
Peter Hebblethwaite (Ashton-under-Lyne, 30 september 1930 - Oxford, 18 december 1994) was een Brits theoloog, journalist en schrijver.

## Levensloop
Hebblethwaite trad in 1948 toe tot de Jezuïeten en studeerde in Engeland en Frankrijk. Hij werd in 1963 priester gewijd. Twee jaar later trad hij in dienst bij het Jezuïeten-tijdschrift The Month. Voor dit blad legde hij verslag van de laatste periode van het Tweede Vaticaans Concilie. In 1967 werd hij benoemd tot hoofdredacteur van dit blad. Hij bleef dit tot 1974, toen hij uittrad uit de orde, om te gaan trouwen. Tussen 1976 en 1979 doceerde hij aan de Universiteit van Oxford. Hierna begon hij een loopbaan als freelance journalist en legde hij zich toe op verslaglegging vanuit het Vaticaan. Hij was correspondent voor het Amerikaanse weekblad National Catholic Reporter.
Hij schreef een groot aantal boeken. Zijn The Runaway Church behandelde de ontwikkelingen in de Kerk sinds het einde van het Concilie. Hij schreef een boek The Year of Three Popes over het driepausenjaar 1978. Daarnaast publiceerde hij biografieën over paus Johannes XXIII (John XXIII: Pope of the Council) en paus Paulus VI (Paul VI: The First Modern Pope). Een deel van zijn werk werd in het Nederlands vertaald.

## Publicaties

### Boeken
- Bernanos: An introduction (Studies in modern European literature and thought series) (1965)
- Understanding the Synod. Dublin and Sydney, Gill & Son, 1968.
- The Runaway Church. Londen, Collins, 1975. ISBN 0002116480 (in het Nederlands vertaald: De Kerk op Hol Wereldvenster, Baarn, 1977)
- The Christian-Marxist Dialogue: beginnings, present status, and beyond. Londen, Darton, Longman and Todd, 1977. ISBN 0232513902
- The Year of Three Popes.  Londen, Collins, 1978. ISBN 0002150476
- with Ludwig Kaufmann, John Paul II: A Pictorial Biography. New York, McGraw-Hill, 1979. ISBN 0070333270 (hbk.), ISBN 0070333289 (pbk.)
- The New Inquisition? Schillebeeckx and Küng. Londen, Fount Paperbacks, 1980. ISBN 000626106X
- The Papal Year. London: Chapman, 1981. ISBN 0225662973
- Introducing John Paul II: The Populist Pope. Londen, Collins / Fount, 1982. ISBN 0006263461
- John XXIII: Pope of the Council.  Londen, Chapman, 1984. ISBN 0225664194, (in het Nederlands vertaald: Johannes XXIII, De Paus van het Concilie, Gottmer, Bloemendaal, 1985)
- Synod Extraordinary: The Inside Story of the Rome Synod November-December 1985. Londen, Darton, Longman and Todd, 1986. ISBN 0232516650
- In the Vatican. Londen, Sidgwick & Jackson, 1986. ISBN 0283993243 (in het Nederlands vertaald: Het Vaticaan. De kleinste grootmacht ter wereld, Ambo, Baarn, 1987)
- Paul VI: The First Modern Pope.  Londen, HarperCollins, 1993. ISBN 000215658X
- The Next Pope: An Enquiry.  Londen, Fount, 1995. ISBN 0006278310

reissued in 2000 with the subtitle "A Behind-The-Scenes Look at the Forces That Will Choose the Successor to John Paul II and Decide the Future of the Catholic Church". ISBN 0006281605

### Artikels
- Changes in the Church?. Londen, Catholic Truth Society, 1967.
- What the Council Says about Cultural Values. Londen, Catholic Truth Society, 1968.
- The Theology of the Church. Theology Today no. 8. Notre Dame, Ind., Fides Publishers, 1969.
- Some Aspects of Revisionist Thinking. Boston College Studies in Philosophy 2. Boston, Boston College, 1969.
- Pope John Paul II, the Gulf War and the Catholic tradition. Oxford Project for Peace Studies paper no.31. Oxford, Oxford Project for Peace Studies, 1992. ISBN 1871191319

### Vertalingen
- Ladislaus Boros, Breaking Through to God: The Way of the Cross. Londen, Darton, Longman and Todd, 1973. (from German) ISBN 0232512221
- Pierre de Calan, Cosmas, or, The Love of God. Londen, Collins, 1980. (from French) ISBN 0002221187

- Bibsys: 90223206
- Bibliothèque nationale de France: cb12612357z (data)
- CiNii: DA03733562
- Digitale Bibliotheek voor de Nederlandse Letteren: hebb007
- Gemeinsame Normdatei: 1127977210
- International Standard Name Identifier: 0000 0001 1580 2944
- Library of Congress Control Number: n79061008
- Bibliotheek van het Japanse parlement: 00442834
- Nationale Bibliotheek van Tsjechië: uk2011659336
- Nationale bibliotheek van Australië: 36222826
- Nationale Bibliotheek van Israël: 987007298214905171
- Nationale Bibliotheek van Polen: a0000001603164
- Nederlandse Thesaurus van Auteursnamen: 06845063X
- Système universitaire de documentation: 077805011
- Trove: 1232180
- Virtual International Authority File: 110596119
- WorldCat: E39PBJy8wjK8p4jjpQXPJxyrv3